# Tranny

Tranny је увредљива и погрдна увреда за трансродну особу, често посебно трансродну жену.
Током раних 2000-их, постојала је конфузија и дебата око тога да ли се тај термин сматра увредом, прихватљивим или поново присвојеним изразом јединства и поноса, али до 2017. године, када је неколико главних медијских књига стилова забранило тај термин, а Facebook је почео да овај израз сматра говором мржње.

## Употреба
Роз Кејвини је написала, 2010. године, у The Guardian да се чинило да је tranny недавно био подвргнут поновном присвајању како би га трансактивисти с поносом користили, али „није требало“, делом због тога што се та реч и даље користи као израз злоупотребе. Након што је Ленс Бас употребио израз, 2011. године, рекао је да је мислио да тај израз није увреда након што је чуо да се користи на RuPaul's Drag Race или Project Runway, али се извинио због употребе израза у смислу вређања након што је сазнао да није прихватљив. GLAAD страница за трансродне ресурсе из 2011. године каже да се тај израз „обично сматра увредљивим и / или клеветничким за трансродне особе“.
Џастин Вивијан Бонд и Кејт Борнштајн су се историјски залагали за употребу овог термина, а Џастин је 2014. године рекла да забрана те речи не елиминише трансфобију, већ да „краде радостан и тешко стечен идентитет од оних од нас који су били савршено удобни, ако не и одушевљени што су trannies.“ Кејт је тврдила да су ову реч 1960-их и 1970-их у Сиднеју, Аустралија, користили транс људи као „име за идентитет који деле“, али је рекла да не требало мислити да им је дата дозвола да је користе за вређање да опишу било кога, а да претходно не знају термин који су користили за свој родни идентитет. Кристан Вилијамс је у Tranny: An Evidence-Based Review анализирао историјску употребу вређања и пронашао први објављени пример из 1983. године, који потиче од геј мушкараца. Вилијамс је изразио сумњу да је та реч популаризована много пре тога.
Tranny Awards је, у 2014. години, променио назив у Transgender Erotica Awards, наводећи повратне информације из „проширене заједнице транс одраслих“ као разлог да престане да користи тај термин. Facebook алгоритми су, у 2017. години, против говора мржње почели да блокирају постове који садрже реч tranny, као и вређање изразом dyke за лезбејке и увреде за хомосексуалне мушкарце изразом fag.